# Tokimonsta
Pour les articles homonymes, voir Jennifer Lee (homonymie).
Jennifer Lee, mieux connue sous son nom de scène Tokimonsta (parfois stylisé en TOKiMONSTA), est une productrice et disc-jockey américaine, originaire de Los Angeles. Elle a notamment collaboré avec Thirsty Fish, Kool Keith, MNDR et  Anderson Paak. Elle a aussi remixé des pistes d'Andreya Triana, Daedelus, Jodeci, et Justin Timberlake.

## Jeunesse
Jennifer Lee a grandi à Torrance en Californie, dans le comté de Los Angeles. Elle est Coréano-Américaine. Elle est diplômée de Université de Californie à Irvine et travailla plus tard dans la production d'un jeu vidéo,.

## Carrière
Lee a été invité à participer à la Red Bull Music Academy à Londres en 2010. Elle est la première femme à signer sur le label de  Flying Lotus, Brainfeeder avec qui elle sortit son premier album, Midnight Menu, en novembre 2010. Elle est classée numéro 1 au Hottest Los Angeles Lady DJ par le LA Weekly en décembre 2010.
Elle sort son EP Creature Dreams, également sur Brainfeeder, en 2011.
En 2013, son deuxième album, Half Shadows, sort sur le label Ultra RecordsEn 2014, elle sort Desiderium sur son propre label, Young Art Records.

## Discographie

### Albums studio
- 2010 - Midnight Menu (Art-Union / Listen Up)
- 2013 - Half Shadows (Ultra Records)
- 2017 - Lune Rouge (Young Art Records)
- 2020 - Oasis Nocturno (Young Art Records)
- 2024 - Eternal Reverie (Young Art Records)

### EPs
- 2008 - Bedtime Lullabies
- 2010 - Cosmic Intoxication
- 2011 - Creature Dreams
- 2011 - Los Angeles 8/10 (avec Mike Gao)
- 2012 - Boom (avec Suzi Analogue)
- 2014 - Desiderium
- 2016 - Fovere

### Singles
- "USD / Free Dem" (2010) (avec Blue Daisy)
- "Mileena's Theme" (2011) (pour Mortal Kombat)
- "Darkest (Dim)" (2012) (avec Gavin Turek)
- "Go with It" (2013)  (avec MNDR)
- "The Force" (2013) (avec Kool Keith)
- "The World Is Ours" (2014)
- "Realla" (2014) (avec Anderson Paak)
- "Steal My Attention" (2014)
- "Drive" (2014) (avec Arama)
- "Pinching" (2014) (avec Iza Lach)
- "Saw Sydney (Pharrell 'That Girl' Flip)" (2015)
- "Hemisphere" (2015) (avec Gavin Turek)
- "Surrender" (2015) (avec Gavin Turek)
- "Put It Down" (2015) (avec Anderson Paak)

### Productions
- Thirsty Fish - "Grind It Out" et "Antique Blowed Show" dans Watergate (2011)

### Remixes
- Shlohmo - "Hot Boxing the Cockpit" (2010)
- Suzi Analogue - "NXT MSG" (2010)
- Take - "Horizontal Figuration" (2011)
- Andreya Triana - "Far Closer" (2011)
- Swede:Art - "I'm a R.O.B.O.T." (2011)
- Daedelus - "Tailor-Made" (2011)
- Kidkanevil - "Megajoy" (2011)
- Hundred Waters - "Thistle" (2012)
- Jodeci - "Freek'n You" (2012)
- Stan Getz & João Gilberto - "Corcovado" (2013)
- Felix Cartal - "New Scene" (2013)
- Justin Timberlake - "Suit & Tie" (2013)
- Tinashe - "2 On" (2014)
- Elizabeth Rose - "Sensibility" (2014)
- Kilo Kish - "IOU" (2014)
- Jessie Ware - "Keep On Lying" (2014)
- Mariah Carey - "Heartbreaker" (2014) (with Io Echo)
- Lupe Fiasco - "Superstar" (2014)
- Yacht - "Where Does This Disco?" (2015)
- The Drums - "There's Nothing Left" (2015)
- Gavin Turek - "Frontline" (2015)